# Eugenia von Skene
Eugenia von Skene, född 30 oktober 1906 i Birkenfeld, var en tysk kapo och dömd krigsförbrytare.
von Skene greps i juli 1939 för spioneri och internerades i koncentrationslägret Ravensbrück. Under sin tid i lägret var hon kapo och Blockälteste, chef för en barack.
Efter andra världskriget ställdes hon inför rätta vid den första Ravensbrückrättegången, åtalad för att ha misshandlat lägerfångar. År 1947 dömdes von Skene till tio års fängelse. Hon frigavs vid en amnesti den 21 december 1951.